# 풍무동
풍무동(豊舞洞)은 경기도 김포시의 행정동, 법정동이다. 김포시의 남동부에 위치하고 있다. 부근에는 노송거수가 울창하여 경승지를 이루었던 장릉산이 있는데, 그 기슭에 장릉이 있다.

## 역사
- 조선 시대 : 고현내면(古縣內面) 풍무동(豊舞洞), 당곡리(堂谷里)
- 1914년 4월 1일 : 일제가 행정구역을 개편하면서 풍무리, 당곡리, 유현리(遊峴里)를 묶어 군내면(郡內面) 풍무리가 됨.
- 1938년 1월 1일 : 군내면을 김포면으로 개칭.[1]
- 1979년 5월 1일 : 김포읍으로 승격
- 1998년 4월 1일 : 김포군이 김포시로 승격되어 사우동과 함께 김포3동이 됨.
- 2003년 9월 1일 : 김포3동이 풍무동, 사우동으로 분동.[2]

## 법정동
- 풍무동

## 교육
- 풍무고등학교
- 풍무중학교
- 양도중학교
- 신풍초등학교
- 양도초등학교
- 풍무초등학교
- 유현초등학교
- 중앙승가대학교

## 아파트
| 단지명                      | 건설사         | 시행사               | 주소       | 입주        | 비고 |
| --------------------------- | -------------- | -------------------- | ---------- | ----------- | ---- |
| 풍무 신안                   | 신안건설산업㈜ | 신안건설산업㈜       | 풍무로 113 | 1997년 8월  |      |
| 풍무 푸르지오               | 대우건설       | 스카이랜드㈜         | 유현로 2   | 2016년 6월  |      |
| 풍무 센트럴 푸르지오        | 대우건설       | 스카이랜드㈜         | 유현로 215 | 2018년 6월  |      |
| 당곡마을 3단지 월드메르디앙 | 월드건설산업㈜ |                      |            |             |      |
| 당곡마을 2단지 현대         | 현대산업개발   | 현대산업개발         | 풍무로 35  | 2001년 12월 |      |
| 양도마을 3단지 대림         | 대림산업       | 김포풍무대림주택조합 |            | 2003년 9월  |      |
| 유현마을 2단지 현대프라임빌 | 고려산업개발㈜ | 프라임산업㈜         | 유현로 51  | 2003년 12월 |      |

## 사건
- 2019년 9월 24일 : 김포시 풍무동에 소재하고 있는 요양병원에서 화재가 발생되자, 2명이 숨지고 47명의 부상하였다. 이 화재의 여파가 남다른 시민의식으로 구조된 인력이 대거 동원하게 되어 있던 사실로 드러났다.